# Diplodocoïdeus

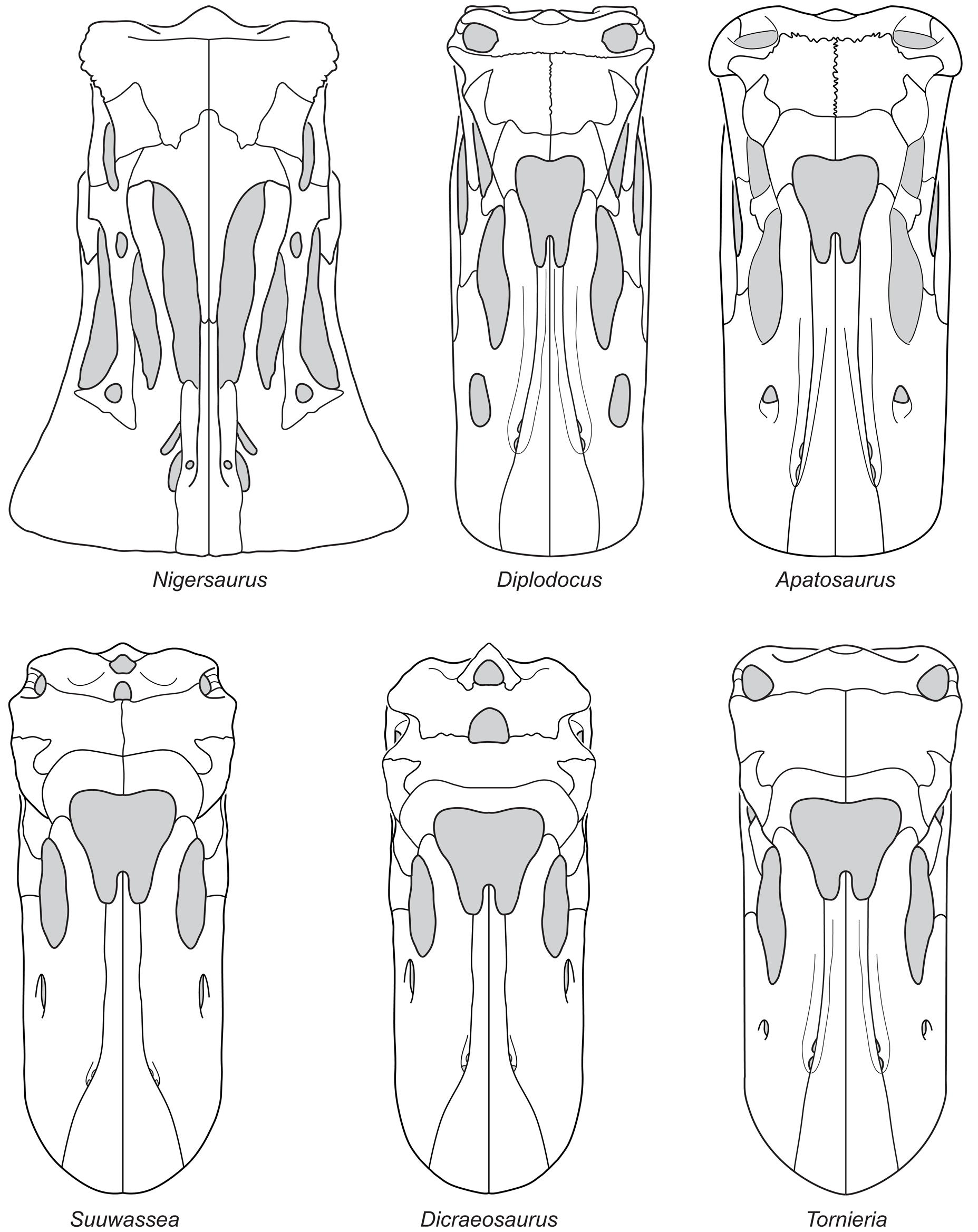
Reconstrucció de cranis de diferents diplodocoïdeus. D'esquerra a dreta i de dalt a baix: nigersaure, diplodoc, apatosaure, Suuwassea, dicreosaure i Tornieria.

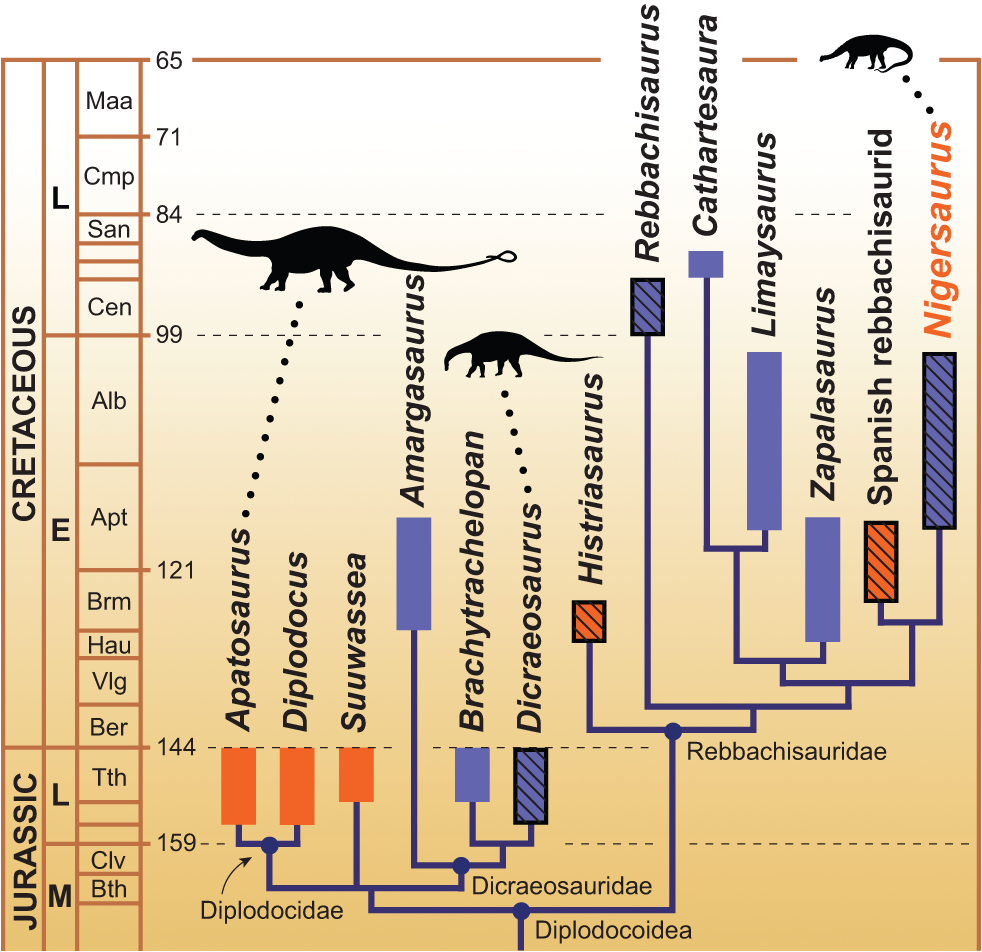
Cladograma dels diplodocoïdeus

Els diplodocoïdeus (Diplodocoidea) constitueixen una superfamília de dinosaures sauròpodes que inclou algun dels animals més grossos que han existit mai, com ara el supersaure, el diplodoc, l'apatosaure i Amphicoelias. La majoria tenien el coll molt llarg i una cua amb forma de fuet també llarga; de totes maneres, els diplodocoïdeus d'una família (els dicreosàurids) són els únics que van escurçar el coll, es pensa que com a adaptació a alimentar-se prop de terra. Aquesta adaptació esdevingué extrema en el sauròpode altament especialitzat Brachytrachelopan.

## Taxonomia
Infraordre Sauropoda
- Superfamília Diplodocoidea
  - Amazonsaurus
    - Família Rebbachisauridae
      - Cathartesaura
      - Histriasaurus
      - Limaysaurus
      - Maraapunisaurus
      - Nigersaurus
      - Nopcsaspondylus
      - Rayososaurus
      - Rebbachisaurus

  - Flagellicaudata
    - Família Dicraeosauridae
      - Amargasaurus
      - Brachytrachelopan
      - Dicraeosaurus
      - Lingwulong
      - Suuwassea

    - Família Diplodocidae
      -  ?Amphicoelias
      - Subfamília Apatosaurinae
        - Apatosaurus
        - Brontosaurus

      - Subfamília Diplodocinae
        - Barosaurus
        - Dinheirosaurus
        - Diplodocus
        - Galeamopus
        - Kaatedocus
        - Leinkupal
        - Supersaurus
        - Tornieria